# Pochwistnewo
Pochwistnewo (russisch Похвистнево) ist eine Stadt in der Oblast Samara (Russland) mit 28.169 Einwohnern (Stand 14. Oktober 2010).

## Geografie
Die Stadt liegt etwa 160 km nordöstlich der Oblasthauptstadt Samara am linken Ufer des Großen Kinel (Bolschoi Kinel), eines rechten Nebenflusses der in die Wolga mündenden Samara.
Pochwistnewo ist der Oblast administrativ direkt unterstellt und zugleich Verwaltungszentrum des gleichnamigen Rajons.
Die Stadt liegt am südlichen Zweig der Transsibirischen Eisenbahn Moskau–Samara–Tscheljabinsk–Omsk (Streckenkilometer 1257 ab Moskau).

## Geschichte

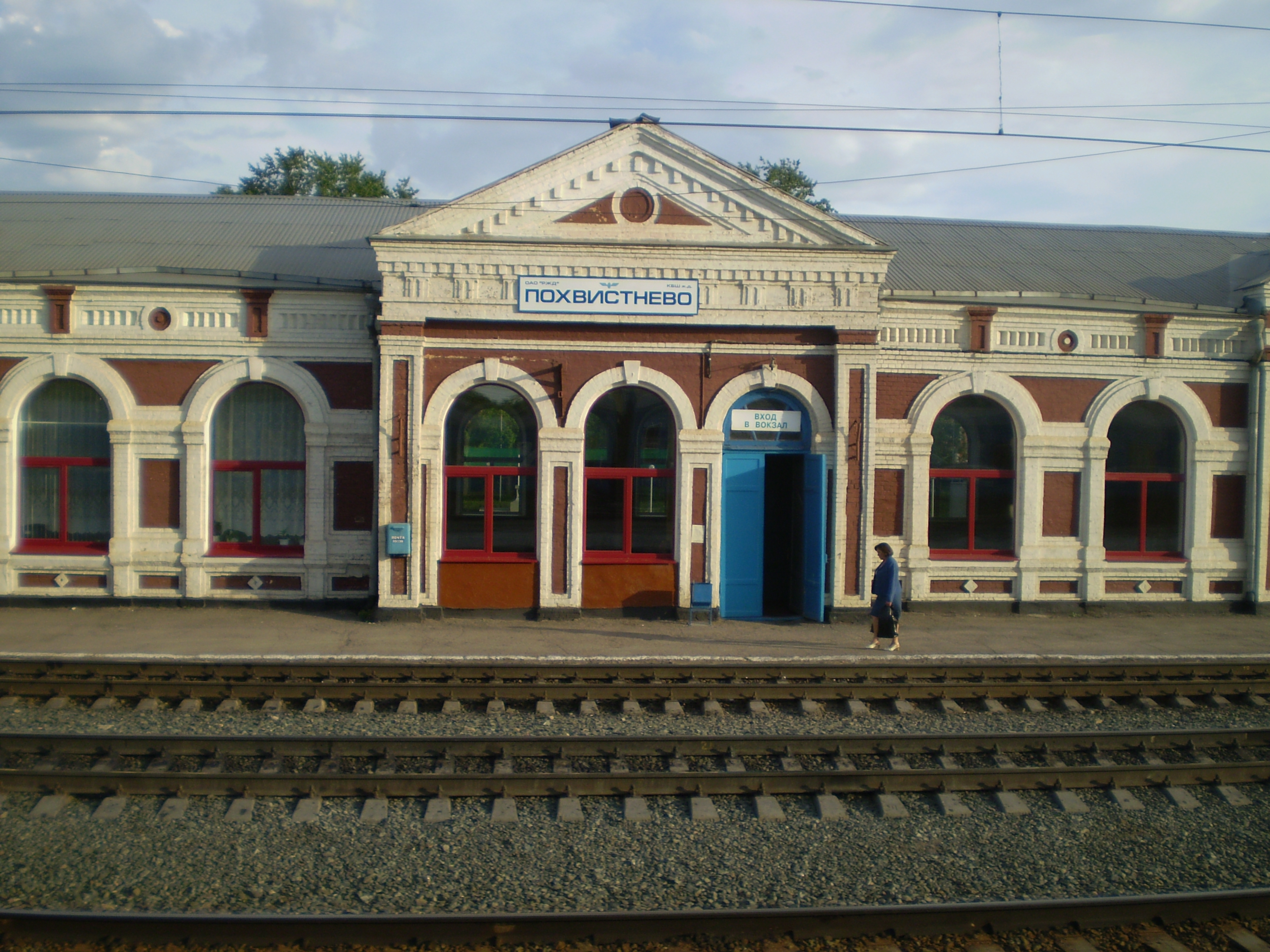
Bahnhof Pochwistnewo

Pochwistnewo entstand ab 1888 beim Bau der Eisenbahnstrecke Samara–Slatoust (Samara-Slatouster Eisenbahn), die wenig später bis Tscheljabinsk verlängert wurde (eröffnet 1892) und die Grundlage für die ursprüngliche Streckenführung der Transsibirischen Eisenbahn bildete. Der Name ist von einem Familiennamen abgeleitet, der in der Form Poswisnew bis ins 16. Jahrhundert nachweisbar ist. In den Jahren 1902–1904 wurde die Bahnstation erheblich erweitert, und der zugehörige Ort begann zu wachsen.
1935 (nach anderen Angaben bereits 1929) wurde er Verwaltungszentrum eines Rajons. 1939 wurden in der Umgebung Erdöllagerstätten entdeckt. 1947 erhielt Pochwistnewo das Stadtrecht.
Seit dem 4. September 1997 besteht eine Städtepartnerschaft zu Prenzlau in Deutschland.

### Bevölkerungsentwicklung
| Jahr | Einwohner |
| ---- | --------- |
| 1939 | 6.580     |
| 1959 | 23.063    |
| 1970 | 26.125    |
| 1979 | 25.719    |
| 1989 | 27.843    |
| 2002 | 27.973    |
| 2010 | 28.169    |

Anmerkung: Volkszählungsdaten

## Kultur und Sehenswürdigkeiten
In Pochwistnewo gibt es seit 1995 ein Heimatmuseum.

## Städtepartnerschaft
- Prenzlau, Brandenburg, Deutschland (seit 1997)

## Wirtschaft
In der Umgebung wird Erdölförderung durch Samaraneftegas (Bereich Kinelneft) betrieben. Außerdem gibt es eine Maschinenfabrik (Awers M) sowie Betriebe der Bauwirtschaft und der Lebensmittelindustrie.